# Ґрабово (Щецинецький повіт)
Ґрабово (пол. Grabowo) — село в Польщі, у гміні Білий Бур Щецинецького повіту Західнопоморського воєводства.
Населення — 324 особи (2011).
У 1975-1998 роках село належало до Кошалінського воєводства.

## Демографія
Демографічна структура станом на 31 березня 2011 року:
|          | Загалом | Допрацездатний вік | Працездатний вік | Постпрацездатний вік |
| -------- | ------- | ------------------ | ---------------- | -------------------- |
| Чоловіки | 162     | 39                 | 116              | 7                    |
| Жінки    | 162     | 42                 | 100              | 20                   |
| Разом    | 324     | 81                 | 216              | 27                   |